# حمید فتاحی
حمید فتاحی (زاده ۱۳۵۹) سیاستمدار و مدیر اجرایی ایرانی است، که در حال حاضر به‌عنوان معاون وزیر ارتباطات و فناوری اطلاعات، قائم مقام وزیر ارتباطات و فناوری اطلاعات در امور ارتباطات و رییس سازمان تنظیم مقررات و ارتباطات رادیویی  فعالیت می‌کند.
وی دانش‌آموخته کارشناسی مهندسی مخابرات از دانشگاه آزاد اسلامی و کارشناسی ارشد مدیریت فناوری اطلاعات از دانشگاه تربیت مدرس است. فتاحی در فاصله ۱۳۹۶ تا ۱۳۹۷ سرپرستی اداره کل امنیت سیستم‌های ارتباطی سازمان تنظیم مقررات و ارتباطات رادیویی و عضویت هیئت مدیره شرکت ارتباطات زیرساخت را برعهده داشت  همچنین وی از سال ۱۳۹۶ تا ۱۴۰۰ به عنوان معاون وزیر ارتباطات و فناوری اطلاعات و مدیر عامل شرکت ارتباطات زیرساخت مشغول به فعالیت بوده است. وی عضویت در شورای فنی وزارت ارتباطات، کمیسیون تخصصی تنظیم مقررات و نیز شورای راهبری شبکه ملی اطلاعات را در کارنامه شغلی خود دارا می‌باشد.